# Banu Qaynuqà
Els Banu Qaynuqà (àrab: بنو قينقاع, Banū Qaynuqāʿ) foren una de les tres principals tribus jueves de Yàthrib (Medina). Eren comerciants i vivien a la part sud-oest de la ciutat. El nombre dels seus guerrers armats i equipats oscil·la entre 400 i 750. Quan el poder a la ciutat va passar dels jueus als Banu Qayla, els Banu Qaynuqà es van aliar als Banu Khàzraj. Després de la batalla de Badr el març del 624 el profeta Muhàmmad es va voler desfer dels jueus i especialment dels Banu Qaynuqà que vivien a la mateixa ciutat i l'abril del 624 foren atacats per Hamza ibn Abd-al-Múttalib i després de quinze dies de setge al seu barri, es van rendir; anaven a ser executats, però la intervenció del xeic dels khàzraj, Abd-Al·lah ibn Ubayy, els va salvar la vida i foren enviats a Síria. Un petit nombre es va convertir.